# ユリウス1世 (ローマ教皇)
ユリウス1世（Julius I, ? - 352年4月12日）は、ローマ教皇（在位：337年 - 352年）。カトリック教会で聖人とされる。